# Аск (микология)

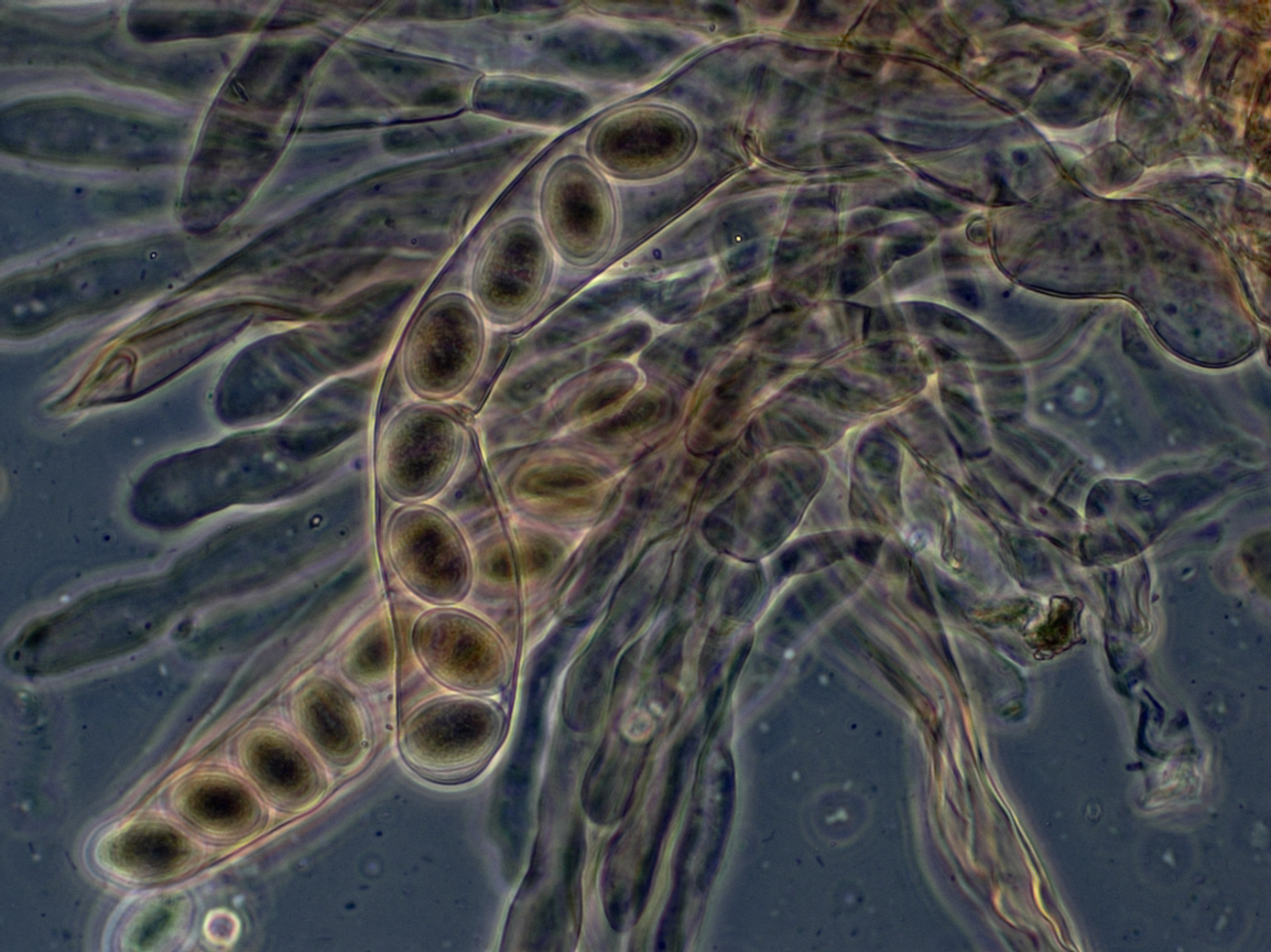
Аски и аскоспоры гриба Сморчок высокий (Morchella elata), окружённые стерильными клетками-парафизами

Аск (лат. ascus от греч. ασκος — «кожаный мешок») — плодовая сумка (в ней развиваются аскоспоры) сумчатых грибов. Стадия аска является конечной стадией в процессе полового развития. Аски образуются или непосредственно из зиготы, или на развивающихся из зиготы аскогенных гифах. У большинства аскомицетов развиваются внутри или на поверхности плодовых тел, у голосумчатых — непосредственно на мицелии или на почкующихся клетках (без образования плодового тела).

## Классификация асков
Строение аска, в капсулах которого содержатся половые споры, является важным признаком в классификации аскомицетов. Известны четыре основных типа асков:
- эутуникатные:
  - унитуникатные,
  - битуникатные,
- прототуникатные,
- леканоровые (только у лишайников)[1].